# جان بيار ميدير
جان بيار ميدير (بالفرنسية: Jean-Pierre Mader)‏ هو مغني وكاتب أغاني فرنسي، ولد في 21 يونيو 1955 في تولوز في فرنسا.

## وصلات خارجية
- الموقع الرسمي
- جان بيار ميدير على موقع ميوزك برينز (الإنجليزية)
- جان بيار ميدير على موقع ديسكوغز (الإنجليزية)